# Ак-Буура (река)
Ак-Буура (Акбура; кирг. Ак-Буура, узб. Oqboʻyra) — река в Кыргызстане и Узбекистане, является левым притоком Шахрихансая.
Длина реки составляет 148 км, а водосбор занимает 2540 км². Средний многолетний расход реки на гидропосте Тулейкен (южная граница Оша) составляет 21,4 м³/сек, приток во время половодья (июнь — июль) составляет 50-67 м³/сек, в межень (январь) 5-6 м³/сек.
Река образуется на северных склонах Алайского хребта при слиянии реки Чал-Куйрук и реки Сары-Кой у села Ак-Джылга. Выше Оша на реке расположено Папанское водохранилище. За ним от Ак-Бууры отделяются слева Араван-Акбууринский канал и арык Каирма. Миновав Ош река выходит на территорию Андижанской области Узбекистана и впадает слева в канал Шахрихансай.
Название реки переводится как «белый верблюд-производитель» и, возможно, происходит от названия одноимённого рода.